# Јагњијада
Јагњијада je гастро-туристичка манифестација која се одржава на Вучијој Луци у општини Источни Стари Град.

## О манифестацији
Сваке године, последње недјеље у мјесецу јуну у општини Источни Стари Град традиционално се одржава гастро-туристичка манифестација Јагњијада. Ова манифестација окупља људе из цијелог свијета и од изузетног је значаја за развој ове општине. Манифестација се састоји од такмичарског и забавног дијела. У раним јутарњим часовима окупљају се чланови екипа и припремају за такмичење. У поподневним часовима проглашава се побједник и након тога слиједи забавни програм који укључује пјеваче народне музике. Ова гастро туристичка манифестација је веома значајна и за развој општине Источни Стари Град. Велики број домаћинстава финансира се од прихода остварених од ове манифестације.
Организатори догађаја су Општина Источни Стари Град, Град Источно Сарајево, Туристичка организација "Јахорина" и КУД Црепољско.